# Ховрино (станция)
Хо́врино — узловая железнодорожная станция на главном ходу Октябрьской железной дороги (Ленинградском направлении) в Москве. 
Станция входит в Московский центр организации работы железнодорожных станций ДЦС-1 Октябрьской дирекции управления движением. По характеру основной работы является грузовой, по объёму выполняемой работы отнесена к 1-му классу. Название дано по одноимённому селу, расположенному возле станции и включённому в состав Ленинградского района Москвы, в 1960 году. В границах станции находятся три остановочных пункта: Моссельмаш, Грачёвская и Ховрино.

## История
Начало станции известно с 1870 года. Дачная жизнь в районе села Ховрино получила солидную основу, когда здесь приобрел усадьбу крупный промышленник Е. В. Молчанов. При его содействии и на его деньги открылся полустанок Ховрино.
В 1903—1908 годах Москву опоясала окружная железная дорога. На Николаевской железной дороге передаточный узел московского и петербургского направлений расположили между окружной железной дорогой и полустанком Ховрино. Новую станцию торжественно открыли 15 июля 1910 года. Первым начальником новой станции назначили В. П. Павлова, работавшего до этого главным помощником начальника станции Москва-товарная.
На станции появились здание вокзала с высокой платформой и два жилых дома. Первый парк состоял из четырёх путей для отстоя и ремонта составов. На втором посту (в районе нынешней платформы «Моссельмаш») находились здания конторы обмена, вышки, водокачка, четыре каменных дома, баня, мельница и шесть небольших домов. Это был первый в Ховрино железнодорожный поселок. Из построек того времени сохранились (в заброшенном состоянии) кирпичное здание вокзала Ховрино (между зданием отдела МВД района Западное Дегунино и Ховринской эстакадой) и водокачка у платформы Моссельмаш.
К началу первой мировой войны протяженность всех парковых и запасных путей составляла около трех верст. Здесь 11 сентября 1916 года на магистрали Петроград-Москва открылась первая столовая для железнодорожников.
После революции (переворота) Николаевская дорога была переименована в Октябрьскую (27 февраля 1923 года), сортировочная станция Ховрино была переустроена для пропуска длинносоставных поездов. 15 января 1931 года было открыто паровозное депо, в 1935 году — вагонное депо. В 1936 году на станцию прибыла специальная бригада НКПС для разработки новых технологических процессов и технических норм. Предприятие было признано решающим успех перевозок по Октябрьской дороге. К 1950 году участок Москва—Ховрино был электрифицирован, стали ходить электрички. К концу 1962 года паровозное депо было преобразовано в электровозно-тепловозное.
26 февраля 1990 года одну из крупнейших на сети российских железных дорог станцию возглавил М. И. Кужим (1953—1997). Появились новые формы деятельности — открылся таможенный пост, развивались подсобные хозяйства, внедрялась технология маневровой работы с применением шестиканальных радиостанций. Одновременно, в связи с изменением экономической ситуации в стране, произошло сокращение объёма перевозок (в 1997 году на 49 процентов по отношению к 1991 году), численности работающих. К концу 1997 года на станции трудились 272 человека.
До 2000-х годов Ховрино была одной из крупнейших сортировочных станций в России. С 2000-х годов почти не используется для грузовой работы из-за прекращения грузового движения на главном ходу Октябрьской железной дороги. Пассажиропоток за 2012 год составил 2,5 млн чел..
В 2017 году началось возведение одноимённого транспортно-пересадочного узла, включающего в себя парковку, торговый центр, автовокзал и многое другое.
Локомотивное депо Ховрино закрыто в 2016—2017 годах, в ноябре 2017 года снесено. С 1972 по 1997 год на постаменте стоял Тепловоз Щэл1, в настоящее время передан в железнодорожный музей в Санкт-Петербурге. С 2000 по 2012 годы у локомотивного депо стоял электровоз-памятник ВЛ23-456. Имелся музей истории депо Ховрино.

## Современное состояние
От станции отходит большой куст путей к промышленным предприятиям города к востоку от станции, в районе Западное Дегунино.
Станция является передаточной между Октябрьской (Московский регион) и Московской (Московско-Курский регион) железными дорогами: от южной горловины станции начинаются два съезда на станцию Лихоборы Малого кольца МЖД № 2 и 2А. Третий съезд в сторону станции Владыкино-Московское разобран в 1960-е годы. На станции находятся вагоноремонтное депо и контейнерная площадка ЛКС. Возглавляет станцию А. В. Беликов.